# Vielle-Louron
Vielle-Louron – miejscowość i gmina we Francji, w regionie Oksytania, w departamencie Pireneje Wysokie.
Według danych na rok 1990 gminę zamieszkiwało 40 osób, a gęstość zaludnienia wynosiła 14 osób/km² (wśród 3020 gmin regionu Midi-Pireneje Vielle-Louron plasuje się na 1023. miejscu pod względem liczby ludności, natomiast pod względem powierzchni na miejscu 1654.).